# Uribia (ort)
Uribia är en ort i Colombia.   Den ligger i departementet La Guajira, i den norra delen av landet, 800 km norr om huvudstaden Bogotá. Uribia ligger 23 meter över havet och antalet invånare är 7 519.
Terrängen runt Uribia är mycket platt. Runt Uribia är det glesbefolkat, med 12 invånare per kvadratkilometer. Det finns inga andra samhällen i närheten. Omgivningarna runt Uribia är en mosaik av jordbruksmark och naturlig växtlighet.